# Haus Saarbrückerwerd
Haus Saarbrückerwerd ist eine abgegangene Burganlage (vermutlich Inselburg) im Stadtgebiet von Kleve am Standort der heutigen Siedlung Schenkenschanz.

## Geschichte
Die nördlich von Kleve im Rhein gelegene Insel trug im Mittelalter verschiedene Namen, so im 13. Jahrhundert Heszehusghewert und ab 1311 Alpenschen wert. 1257 besaß Dietrich Luf von Kleve, ein jüngerer Sohn des amtierenden Klever Grafen Dietrich IV./VI. diese Insel als Lehen des Stifts Elten. Er übertrug sie 1275 seinem Sohn Dietrich. Da Dietrich Luf in den 1250er-Jahren Graf von Saarbrücken gewesen war, erhielt die Insel den ab 1343 belegten Namen Saarbrückerwerd.
1343 verpfändete der Enkel von Dietrich Luf seine Rechte an der Saarbrückerwerd an das Klever Grafenhaus; 1360 kaufte Graf Johann von Kleve die gesamten Rechtsansprüche an der Insel. Bereits für 1357 ist eine Begegnung des Klever Grafen mit dem Herzog von Geldern auf der Saarbrückerwerd belegt, 1364 wurde erstmals eine dortige Burg erwähnt (huys op den wart). 1377 wurde zusätzlich zu der Burg (overste hues) auch eine Vorburg genannt. Der letzte bekannte schriftliche Beleg für die Burg stammt aus dem Jahr 1381; sie dürfte aber dennoch weiterhin bestanden haben.
1586/87 errichtete Martin Schenk von Nideggen an der Stelle des Hauses Saarbrückerwerd die Festung Schenkenschanz zur Kontrolle der Gabelung des Rheins. Möglicherweise wurden Teile der alten Burgin die erste Festungsanlage einbezogen. Spätestens im Rahmen einer Modernisierung der Anlage zwischen 1611 und 1635 wurden die Reste des Hauses Saarbrückerwerd vollständig entfernt.